# Бухановський Олександр Олімпійович
Бухановський Олександр Олімпійович (рос. Бухановский Александр Олимпиевич; нар. 22 лютого 1944, Грозний, РРФСР — пом. 17 квітня 2013, Ростов-на-Дону, Росія) — радянський та російський вчений-психіатр. Доктор медичних наук, професор. Професор кафедри психіатрії та наркології Ростовського державного медичного університету та юридичного факультету Південного федерального університету.
Президент лікувально-реабілітаційного наукового центру (ЛРНЦ) «Фенікс».Член двох американських академій: Академії судових наук та Академії психіатрії і права, почесний член Асоціації європейських психіатрів (цього звання удостоєні лише четверо російських фахівців), іноземний член Американської психіатричної асоціації (APA).
Бухановський — автор понад 300 друкованих праць, більше 80 з яких опубліковані в зарубіжній пресі. Ним опубліковано 3 монографії, 8 посібників, енциклопедичних довідників і посібників для лікарів, в 2001 році був отриманий патент на винахід.

## Біографія
Олександр Бухановський народився 22 лютого 1944 у Грозному в сім'ї громадянина США Джозефа Страссберга і зубного лікаря вірменського походження Евеліни Саркисянц, яка вдруге вийшла заміж за інженера Олімпія Максимовича Бухановського.
Після семи класів школи вступив до Чечено-Інгушського республіканського медичного училища, яке закінчив з відзнакою.
У 1968 році також з відзнакою закінчив Ростовський медичний інститут.
У 1968—1970 роках за призовом служив лікарем на Червонопрапорному Північному флоті (м. Сєвєроморськ).
Вночі 17 квітня 2013 року Олександр Бухановський помер в реанімації Ростовської обласної лікарні №1. Причиною смерті названа тромбоемболія.

## Діяльність
Бухановський найбільш відомий як експерт із серійних маньяків. Він, зокрема, був експертом у справі Чикатило. Олександр Бухановський під час слідства на прохання оперативної групи склав психологічний портрет злочинця. Керівництво наслідком зверталося за допомогою до психіатра і після затримання Чикатило. На той момент злочинця допитували десять днів, але він ні в чому не зізнавався. Однак після розмови з Бухановським Чикатило розповів про скоєння ним 56 вбивств і почав давати свідчення.
Олександр Бухановський став прототипом В'ячеслава Широкова, одного з головних героїв 10-серійного художнього телефільму «Консультант» (2017, НТВ). Цю роль зіграв актор Кирило Кяро.